# Kuća Festivala dalmatinskih klapa Omiš
Kuća Festivala dalmatinskih klapa Omiš je jednokatnica u Omišu na adresi Ivana Katušića 1. Sagrađena je u doba renesanse. U prizemlju je bio dućan s vratima na koljeno, a na prvom katu na južnom pročelju ima kiparski ukrašen prozor s grbom obitelji Tomadelli u luneti. Zbog križa u grbu u pučkoj je predaji poznata kao "Biskupovi dvori". Na nadvratniku se nalazi grb obitelji Caralipeo-Despotović.
Kuća je adaptirana za lokalni muzej, a danas je koristi uprava Festivala dalmatinskih klapa.

## Zaštita
Pod oznakom Z-5132 zavedena je pod vrstom "nepokretno kulturno dobro - pojedinačno", pravna statusa zaštićena kulturnog dobra, klasificirano kao "stambene građevine".

## Vanjske poveznice
|  | Zajednički poslužitelj ima još gradiva o temi Kuća Festivala dalmatinskih klapa Omiš |